# مونته‌ری (کالیفرنیا)
مونته ری (به انگلیسی: Monterey) شهری در شهرستان مونتری ایالت کالیفرنیا است که در سرشماری سال ۲۰۱۰ میلادی، ۲۷۸۱۰ نفر جمعیت داشته است.